# Medvědín
Medvědín (německy Schüsselberg) je hora v Krkonoších v závěru Západního Českého hřbetu, táhnoucím se mezi Harrachovem a Špindlerovým Mlýnem, od kterého je vrchol vzdálený asi 2,5 km severozápadně.
Na západě je Medvědín oddělen mělkým sedlem od Zlatého návrší, na severu a východě spadá prudce do údolí o 400-500 výškových metrů, na jihu přechází v Žalský hřbet, od kterého je oddělen sedlem nedaleko Horních Míseček.
Na vrcholu stojí televizní vysílač a od roku 1979 sem vede sedačková lanovka ze Špindlerova Mlýna. Velmi dobré výhledy.

## Lyžařské středisko
Medvědín je významným lyžařským střediskem. Na jihovýchodním svahu je vybudován skiareál Medvědín se 3 sjezdovkami různých obtížností (černá, červená a modrá), 1 lanovkou a 2 vleky. Sedačková lanovka začíná ve Špindlerově Mlýně a v její horní polovině vede paralelně lyžařský vlek. Druhý vlek začíná v Horních Mísečkách. Z vrcholu Medvědína vede i běžecká trať na Zlaté návrší, případně se dá sjet na Horní Mísečky, kde začíná několik dalších běžeckých tratí.

## Uranové ložisko
Ložisko bylo objeveno pěším gamaprůzkumem v roce 1952 v měřítku 1:5 000. Radiometrické anomálie byly vázány na výchozové partie žilných struktur severozápadního směru poblíž kóty Medvědín. Po ověření anomálií kutacími pracemi, které potvrdily výskyt uranových slíd, byla roku 1953 zaražena štola č. 1 o profilu 3,6 m2 v nadmořské výšce 1 153 m. Tato štola nafárala systém zrudněných žil 40-80 m pod úrovní terénu. V témže roce byla zahájena ražba štoly č. 2 o profilu 3,6 m2 v 1 063 m n. m., která perspektivní žíly prověřovala o 90 m hlouběji. Ražba obou štol byla vedena ve směru SV-JZ, tedy kolmo na předpokládané rudní struktury. Po ukončení prací na štole č. 2 bylo ložisko v dubnu 1955 předáno těžebnímu podniku Jáchymovské doly Trutnov se sídlem v Trutnově. Obě štoly profáraly masív Medvědína, tedy z Horních Míseček do Labského dolu. Tento způsob otvírky ložiska umožňoval zpřístupnění těžko dosažitelného Labského údolí, zázemí dolu zahrnující hornické ubytovny, kanceláře a sklady bylo vybudováno v prostoru snáze dosažitelných Horních Míseček.
Po zahájení těžby 5. dubna 1956 na štolových horizontech byla těžebním podnikem vyražena v témže roce výškově mezi stávajícími štolami v 1 110 m n. m. nová štola č. 2, která otevřela 2. patro dolu. Původní štola č. 2 byla tedy přejmenována na štolu č. 3 a nyní otvírala 3. patro dolu, které sloužilo jako hlavní těžní. Pro ověření rudních struktur směrem do hloubky byla v roce 1956 v prostoru vyústění štoly č. 3 v Labském dole započato s ražbou šachty č. 6 o profilu 10,92 m2, výztuž dřevěná-věncová, otvírající v 1 027 m n. m. 4. patro dolu, které převzalo úlohu hlavního těžního patra. V září 1957 byla ve výšce 980 m n. m. započata ražba odvodňovací štoly č. 5, která v šachtě otvírala 5. patro dolu. Ražba této štoly byla započata v granitu a profárala kontaktní zónu krystalinika. Na základě nepřesvědčivých výsledků těžebního průzkumu na 4. patře, kde se objevovalo stále více aplitů a žil granitů, nebylo pokračováno v otvírce 5. patra.
Na ložisku byla pro dobývání rudných čoček malých rozměrů používána metoda výstupkového dobývání se zakládáním vydobytých prostor vlastní základkou a výběrová dobývací metoda.
Práce na ložisku byly ukončeny na konci roku 1958 a k 1. 1. 1959 byla ukončena i činnost těžebního podniku Jáchymovské doly Trutnov n. p. Na ložisku bylo sledováno 20 žil, z nichž 6 mělo průmyslové zrudnění a bylo vytěženo 24,5 t uranu v kovu. Po ukončení činnosti byla ústí štol sestřelena, jáma zatopena a zabetonována.
Celkové množství báňských prací na úseku v letech 1952-1958 bylo následující:
- vyraženo přes 12 000 m překopů a sledných chodeb
- prověřeno přes 27 000m2 žilné plochy
- vyhloubeno 86 m těžní jámy

## Přístup
Nejjednodušší přístup je lanovkou ze Špindlerova Mlýna, která končí několik desítek metrů od vrcholu. Na vrchol vede také asi dvoukilometrová odbočka z Masarykovy silnice z Horních Míseček, zprvu červeně a dále žlutě značená. Tato odbočka je značená i jako cyklostezka, takže vrcholu Medvědína lze dosáhnout i na kole.